# مارغريت ويتمر
مارجريت فيتمر (12 يوليو 1904 – 21 مارس 2000) كانت واحدة من المستوطنين الأوائل في جزيرة فلوريانا (جزيرة شارلوت) في أرخبيل غالاباغوس.

## حياتها المبكرة
وُلِدَت فيتمر في مدينة كولونيا (ألمانيا) في 12 يوليو 1904.

## أعمالها
كتبت عن تجاربها كواحدة من أوائل المستوطنين في كتابها: "Postlagernd Floreana. Erlebnisbericht deutscher Siedler" (1959)، (العنوان بالإنجليزية: "Floreana: A Woman’s Pilgrimage to the Galapagos") "فلوريانا: رحلة امرأة إلى غالاباغوس".
جذَبَ كتاب مارجريت اهتمامًا كبيرًا بين السياح الألمان، مما أدى إلى تدفق المزيد منهم إلى جزيرة فلوريانا.
ولتلبية هذه الزيادة، قامت ببناء عدة شاليهات لاستضافة السياح الذين توافدوا لاستكشاف الجزيرة والعلماء الذين زاروها لأغراض بحثية.[1]

## الحياة الشخصية والموت
انتقلت ويتمر وزوجها هاينز وابن زوجها هاري إلى جزيرة فلوريانا عام ١٩٣٢، عقب وصول الطبيب الألماني فريدريش ريتر وزوجته دوري ستراوخ. كانت ويتمر في شهرها الرابع من حملها الأول، وأنجبت ابنًا وابنة أثناء إقامتها في الجزيرة. 
توفيت مارغريت في 21 مارس 2000، عن عمر يناهز 95 عامًا. وتم دفنها في جزيرة فلوريانا. 

## في الثقافة الشعبية
لعبت الممثلة ديان كروجر دور ويتمر في الفيلم الوثائقي The Galapagos Affair لعام 2013.  لعبت سيدني سويني دور ويتمر في فيلم Eden لعام 2024.